# Trude Mohr
Trude Mohr (más tarde Trude Bürkner-Mohr) (12 de septiembre de 1902, Potsdam, Imperio alemán - Alemania occidental, 1989) fue una dirigente alemana, y durante el Tercer Reich la primera Reichsreferentin de la Liga de Muchachas Alemanas (Bund Deutscher Mädel, BDM).

## Biografía

### Primeros años
Ella nació en 1902 en una familia nacionalista de clase media alemana. Nunca completó el gymnasium, y se unió al movimiento juvenil nacionalista alemán en la década de 1920, convirtiéndose en líder de la «Bund Deutscher Mädel». Encontró empleo en el servicio postal.

### NSDAP y BDM
En 1928 se unió al NSDAP (Partido Nacionalsocialista Obrero Alemán), y en 1930 se le asignó la tarea de establecer una BDM en un distrito de Brandenburgo como un brazo de las Juventudes Hitlerianas. Se convirtió en su líder en 1931, y en 1932 su grupo era el segundo más grande del país. 
Cuando las Juventudes Hitlerianas fueron suspendidas por violencia excesiva en 1932, la BDM también. Esto no disuadió a Mohr ni a su personal, y continuaron las actividades de la organización.
Después de una pelea interna, fue restaurada y en 1933 se le dio permiso de su empleo en el servicio postal para poder dedicarse al mayor establecimiento de la BDM. Fue nombrada la primera Reichsreferentin en junio de 1934. Su principal iniciativa fue alimentar una nueva forma de vida para la juventud alemana, declarando; 

Nuestro pueblo necesita una generación de chicas que sea sana en cuerpo y mente, segura y decisiva, con orgullo y confianza en el futuro; una generación que asuma su lugar en el día a día con aplomo y discernimiento; una generación libre de toda emoción sentimental y entusiasta, y la cual, precisamente por esta razón, en una feminidad claramente definida, sería la compañera de un hombre, porque ella no lo consideraría como una especie de ídolo, ¡sino como un compañero! Estas chicas pues, por necesidad, llevarán los valores del nacionalsocialismo a la próxima generación como el baluarte mental de nuestro pueblo.

#### Renuncia y legado
En 1937, después de casarse con el SS-Obersturmführer Wolf Bürkner, quedó embarazada y renunció a sus deberes. En el momento de su renuncia, la organización había crecido a 2,7 millones de miembros. Fue sucedida por la psicóloga Jutta Rüdiger. En una entrevista en 1980, declaró que estaba dedicada a una sola idea para toda su vida, y que estaba orgullosa de ello.

### Vida posterior
Después de su renuncia, tomó un puesto con trabajos de Hermann Göring administrando servicios de bienestar social a los empleados. Su solicitud para un codiciado puesto de partido de bajo rango no fue aceptada, lo que resultó en sus esfuerzos cada vez mayores para obtenerla. En junio de 1945 fue capturada y encarcelada brevemente por los británicos, y luego se convirtió en ama de casa. En 1953 se presentó sin éxito en las elecciones para el Landtag de Baja Sajonia y el Bundestag como candidata para el Bloque Pangermánico/Liga de Expulsados y Privados de Derechos de Alemania. De 1953 a 1980 trabajó en bienestar social para corporaciones alemanas.